# Ruolo unico degli specialisti dell'Aeronautica Militare
Il Ruolo unico degli specialisti dell'Aeronautica Militare è stato creato con legge n. 212 del 1983 per consentire ai sottufficiali esperti in campi tecnici molto specializzati di transitare nel ruolo ufficiali. Gli ufficiali del Ruolo unico degli specialisti potevano essere equiparati ai warrant officer delle forze armate americane.

## Storia
L'articolo 53 della Legge 212/83 oltre ad istituire il Ruolo unico degli specialisti dell'Aeronautica Militare sopprimeva il Ruolo degli ufficiali del Corpo equipaggi militari marittimi istituendo in sua vece il ruolo del Corpo unico degli specialisti della Marina Militare. Gli ufficiali del Ruolo unico degli specialisti dell'Aeronautica Militare erano esperti in campi tecnici molto specializzati, svolgendo mansioni che non potevano essere assolte dai normali ufficiali che tendevano ad avere un campo di conoscenze più ampio e generalista.
Il Ruolo unico degli specialisti dell'Aeronautica Militare è stato abolito con l'articolo 38 del decreto legislativo 30 dicembre 1997, n. 490 pubblicato sulla Gazzetta Ufficiale n.17 del 22 gennaio 1998 ed entrato in vigore il successivo 6 febbraio.
Successivamente, nel 2001 per sopperire alla normale riduzione del numero degli ufficiali del Ruolo unico degli specialisti e le attività a loro assegnate, con Decreto legislativo 28 febbraio 2001, n. 82, venne istituita, l'abilitazione di Luogotenente per i primi marescialli.